# Aleksander Onoszko

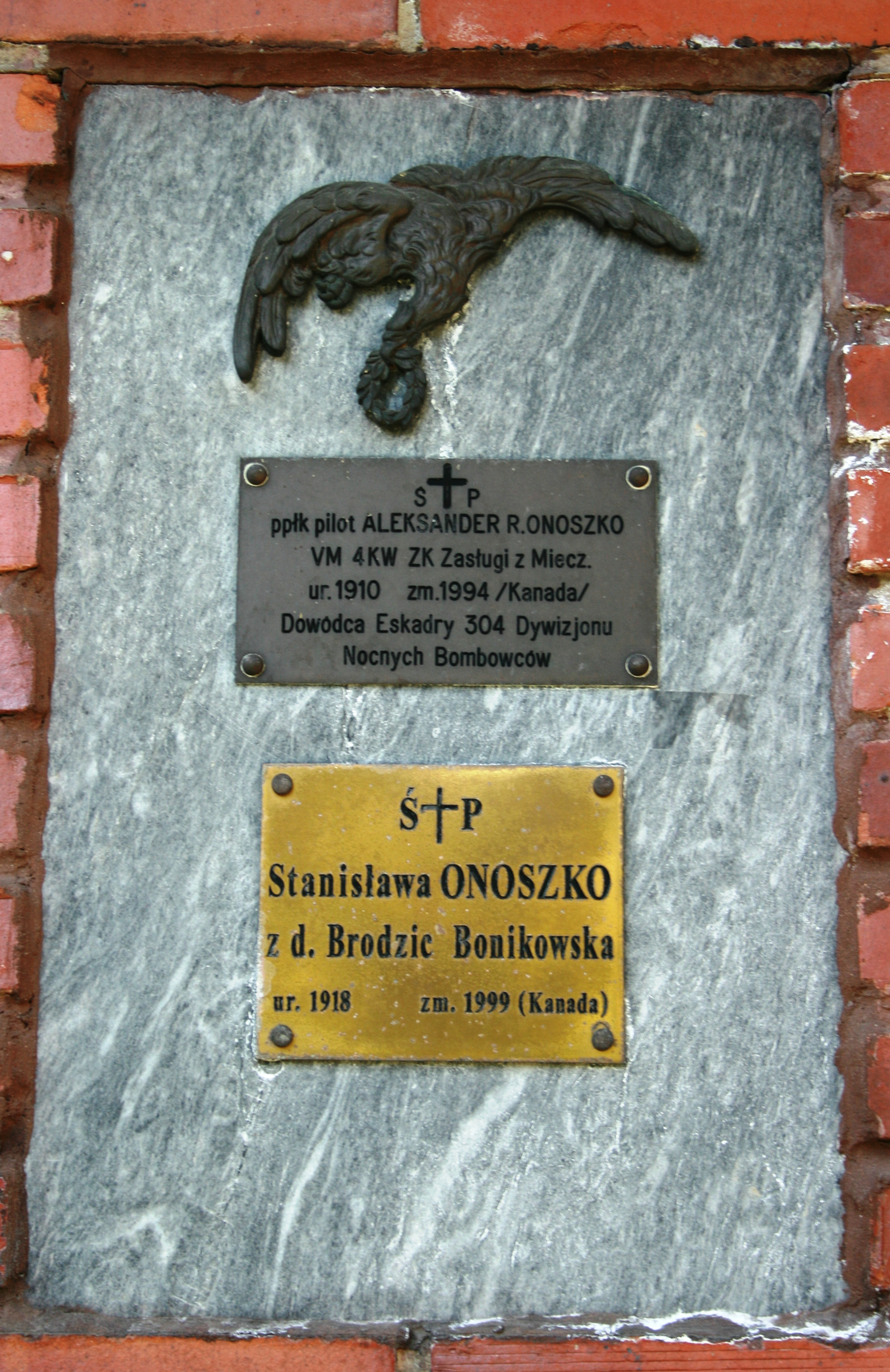
Krypta Aleksandra i Stanisławy Onoszko w murze kwatery 1 Samodzielnej Brygady Spadochronowej na Cmentarzu Wojskowym na Powązkach w Warszawie

Aleksander Romuald Onoszko (ur. 7 lutego 1910 w Chełmie Lubelskim zm. 8 lipca 1994 w Toronto) – pilot sportowy i instruktor, pilot doświadczalny, pilot PLL LOT, podczas II wojny major pilot Polskich Sił Powietrznych w Wielkiej Brytanii.

## Życiorys
Pochodził ze starej rodziny szlacheckiej h. Jacyna, osiadłej w okolicach Bychowa i Mohylewa w Wielkim Księstwie Litewskim (obecnie Białoruś). Ojciec Aleksandra, Grzegorz (ur. 1870 w Popławszczyźnie w powiecie bychowskim, zm. 1935 w Warszawie), zawodowy wojskowy armii carskiej, w r. 1910 służył w stopniu sztabskapitana w 65 Moskiewskim pułku piechoty im. Cara Mikołaja II, stacjonującym w Chełmie Lubelskim. Matka, Zofia Lucyna z Pełszyńskich (1879–1932) była córką lekarza wojskowego, doktora nauk medycznych Aleksandra Pełszyńskiego i Kamili Aleksandry z Gardockich (rodziny pochodzącej z Podlasia). Po wybuchu I wojny światowej Onoszkowie zostali ewakuowani w głąb Rosji, tymczasowo zamieszkując w Samarze. Po rewolucji październikowej, poprzez Jałtę trafili oni do Odessy. Tam w 1919 r. Grzegorzowi Onoszko udało się zaciągnąć w charakterze palacza na włoskim statku handlowym i przedostać się do Wenecji, skąd ostatecznie trafił do Polski. Tu jako wykwalifikowany oficer armii carskiej podjął służbę w odradzającym się Wojsku Polskim.
Aleksander wraz z matką poprzez Rumunię trafił do kraju dopiero w 1921 roku i dotarł do Lublina, gdzie rodzina osiedliła się na dłużej. Aleksander rozpoczął tu naukę, zdając w 1929. maturę w gimnazjum zwanym wówczas „Szkołą Lubelską” (później noszącą imię króla Stefana Batorego). W czasie nauki w gimnazjum zajmował się sportem, należał m.in. do Wojskowego Klubu Sportowego w Lublinie. Po uzyskaniu świadectwa dojrzałości Aleksander podjął studia na Wydziale Mechanicznym Politechniki Warszawskiej.
Z lotnictwem związany od 1931 roku. Ukończył wtedy kurs pilotażu na Obozie PW Lotniczego w Nowym Targu. Po nim ukończył Szkołę Podchorążych Rezerwy Lotnictwa w Dęblinie. W 1933 roku został inspektorem stołecznego oddziału LOPP. Jesienią 1934 roku został pilotem doświadczalnym w DWL-RWD, gdy z powodów zdrowotnych odszedł poprzedni pilot doświadczalny Wytwórni Kazimierz Chorzewski. Brał udział w oblotach:
- AMA (motoszybowiec) (pierwszy oblot)
- RWD-11 (pierwszy oblot)
- RWD-14 Czapla (pierwszy oblot)
- RWD-15 (pierwszy oblot)
- RWD-17 (pierwszy oblot)
- RWD-20 (pierwszy oblot)

Poza tym dokonywał oblotów samolotów seryjnych produkowanych w RWD. Wielokrotnie prezentował samoloty zarówno w Polsce jak i za granicą. Wykonał brawurowy pokaz możliwości STOL samolotu RWD-13 w Sztokholmie w czerwcu 1936 roku. Wykazał doskonałe właściwości prototypu RWD-11, uzyskując w nurkowaniu prędkość 374 km/h- co było wartością większą od używanych w tym czasie myśliwców PZL P.7. 
W 1935 został mianowany na stopień podporucznika ze starszeństwem z 1 stycznia 1934 i 68. lokatą w korpusie oficerów rezerwy aeronautyki, a na stopień porucznika ze starszeństwem z 1 stycznia 1938 i 21. lokatą w korpusie oficerów rezerwy lotnictwa.
W 1937 roku przyjął propozycję ówczesnego dyrektora PLL LOT Wacława Makowskiego i stał się etatowym pilotem PLL LOT. Wykonywał loty na samolotach Lockheed L-10 Electra, Fokker F.VIIB. Przed wybuchem II wojny był kapitanem na L-10A. 
W kampanii wrześniowej nie brał udziału. Przedostał się przez Węgry do Francji, gdzie brał udział w szkoleniu pilotów bombowych, a następnie wszedł w skład tworzonego w czerwcu 1940 dywizjonu bombowego na samolotach Glenn Martin 167, który nie zakończył organizacji. Następnie przez Afrykę północną ewakuował się pod koniec czerwca statkiem do Anglii.
Podczas II wojny walczył m.in. w składzie dywizjonu 304 „Ziemi Śląskiej”. Wykonał łącznie 43 loty bojowe na samolotach Vickers Wellington. Odznaczony m.in.
Krzyżem Srebrnym Orderu Wojennego Virtuti Militari.
W 1943 roku odkomenderowany do brytyjskich linii BOAC. Wykonał 11 lotów przez Atlantyk, za sterami B-24. Latał też na samolotach transportowych DC-3. Po wojnie z rodziną do 1953 roku był w Anglii, później osiedlił się w Kanadzie. Łącznie latał na 60 typach samolotów sportowych, wojskowych, transportowych, komunikacyjnych. Jest autorem książki wspomnieniowej  Mimo wszystko latać Wyd. Altair 1993. Zmarł w Toronto, prochy są złożone na Wojskowych Powązkach (kwatera C30-K1-III-10).

## Ordery i odznaczenia
- Krzyż Srebrny Orderu Wojennego Virtuti Militari nr 9195[5]
- Krzyż Walecznych – czterokrotnie
- Krzyż Zasługi z Mieczami (Złoty)